# Chiococca alba

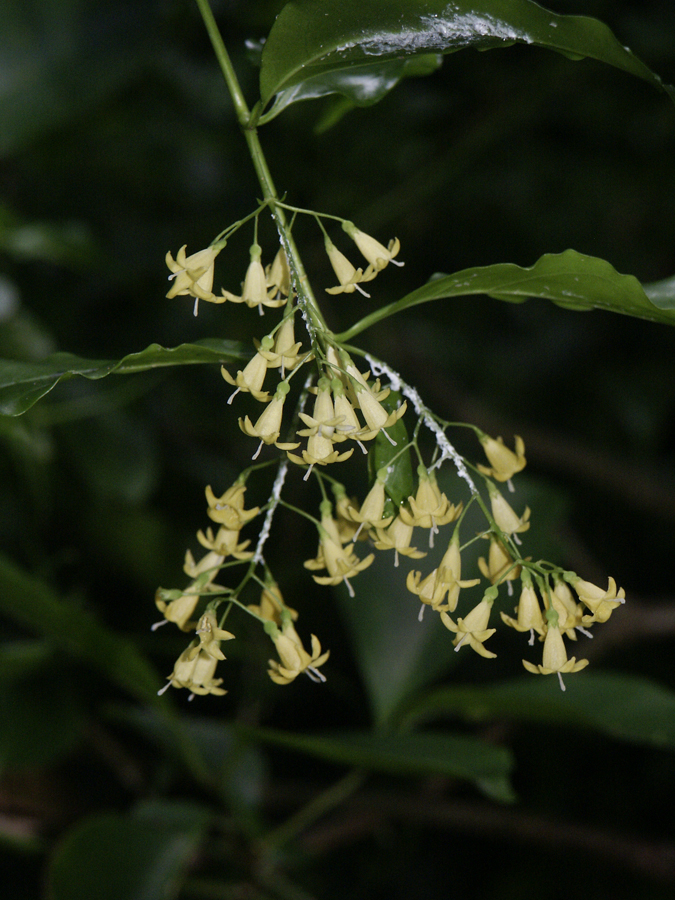
Blütenstand

Chiococca alba oder der Schneebeerenbaum, ist eine Pflanzenart in der Familie der Rötegewächse vom nordwestlichen Argentinien, Bolivien bis nach Mittelamerika und in den Süden der Vereinigten Staaten. Auch kommt sie auf den Galapagosinseln vor.

## Beschreibung
Chiococca alba wächst als immergrüner, teils kletternder Strauch oder seltener als kleiner Baum bis etwa 6 Meter hoch.
Die einfachen Laubblätter sind gegenständig und kurz gestielt. Die dünnledrigen Blätter sind eiförmig bis -lanzettlich oder elliptisch, bespitzt bis zugespitzt und ganzrandig. Es sind kleine und verwachsene Nebenblätter vorhanden.
Es werden achselständige, lockere Rispen oder, manchmal einseitige, Trauben gebildet. Die kleinen, zwittrigen und weißen bis gelblichen, kurz gestielten Blüten sind fünfzählig mit doppelter Blütenhülle. Die Kelchzipfel am kleinen Blütenbecher sind nur klein. Die Krone ist trichterförmig mit kurzen, ausladenden Zipfeln. Die Staubblätter sind meist eingeschlossen und die Staubfäden sind basal verwachsen. Der zweikammerige Fruchtknoten ist unterständig, mit leicht vorstehendem, schlanken Griffel mit keulenförmiger Narbe. Es ist ein Diskus vorhanden.
Es werden kleine weiße, rundliche bis verkehrt-eiförmige und ledrige, zweisamige, etwa 5–7 Millimeter große, glatte Steinfrüchte mit Kelchhöhlung und -resten an der Spitze gebildet.

## Taxonomie
Die Erstbeschreibung des Basionyms Lonicera alba erfolgte 1753 durch Carl von Linné in Species Plantarum 1: 175. Die Umteilung zu Chiococca alba erfolgte 1893 durch Albert Spear Hitchcock in Annual Report of the Missouri Botanical Garden 4: 94. Es sind sehr viele weitere Synonyme bekannt, gängige sind Chiococca anguifuga Mart., Chiococca densifolia Mart und Chiococca racemosa L.

## Verwendung
Die Wurzeln werden wie die Brechwurzeln verwendet.